# Мартынов, Алексей Александрович
Алексе́й Алекса́ндрович Марты́нов (15 (27) апреля 1818—9 (22) июня 1903) — русский архитектор, археолог и реставратор, автор ряда трудов по истории архитектуры и москвоведению. Московский городовой архитектор, один из учредителей Московского архитектурного общества.

## Биография
Родился 15 (27) апреля 1818 года. Происходил из дворянской семьи, сын смотрителя Малороссийского богадельного дома Александра Алексеевича Мартынова (1792—1863). Брат художника и москвоведа Н. А. Мартынова (1822—1895).
Был зачислен в службу с 13 января 1832 года.
В 1833—1840 годах учился в Московском дворцовом архитектурном училище (МДАУ). Во время учёбы подготовил доклад «Об архитектуре в России до XVIII столетия». В 1840 году окончил МДАУ по программе (дипломная работа) «Онежский монастырь» со званием архитекторского помощника 3-го класса. В 1841 годы был назначен на должность архитекторского помощника в Московскую дворцовую контору. В том же году под руководством К. А. Тона участвовал в строительстве Большого Кремлёвского дворца. В этот период Мартынов подготовил ряд работ по истории древних московских зданий, которые принесли ему широкую известность. В 1850 году параллельно службе в Московской дворцовой конторе был определён архитектором во Второй Московский кадетский корпус, где служил до 1856 года.
Неоднократно получал подарки: в 1846 году — два перстня с бриллиантами и золотую табакерку; в 1847 году — жемчужную булавку; в 1849 году — золотую табакерку и бриллиантовый перстень, в 1850 году — драгоценную булавку; в 1851, 1854 и 1858 годах — бриллиантовые перстни. В 1851 году награждён Демидовской премией Академии наук (за 2-е издание «Русской старины…»). В 1852 году награждён орденом Св. Анны 3-й степени. В 1855 году занимался реставрацией соборов Московского кремля и был включён в состав комиссии по реставрации палат Романовых перед коронацией Императора Александра II — Мартынов был прикомандирован к Оружейной палате. За труды в комиссии он был награждён орденом Св. Станислава 2-й степени.
В 1861 году был удостоен звания почётного вольного общника Императорской Академии художеств. В том же году он был назначен архитектором Московского Главного архива министерства иностранных дел. Уволился из Московской дворцовой конторы в 1864 году. В 1870 году под руководством Мартынова в Троицкой башне Кремля был устроен архив Министерства Императорского двора, за что он был награждён орденом Св. Анны 2-й степени и 8 апреля 1873 года произведён в действительные статские советники. В январе 1874 года был назначен городским архитектором Московской городской управы. В 1877 году получил орден Св. Владимира 3-й степени. С 1878 года являлся архитектором Городской и Тверской частей Москвы. Работал участковым архитектором до 1889 года (с 1886 — Лефортовская часть, 2-й и 4-й участки Мещанской части). С 1880 года — городской архитектор при Московской городской думе; в этом же году был награждён орденом Св. Станислава 1-й степени.
В 1880 году выступил с уточнёнными данными о месте рождения в Москве А. С. Пушкина, впоследствии дополненными С. К. Романюком. В 1881 году занимался сооружением трона в Андреевском зале Большого Кремлёвского дворца. В 1882 году Мартынов вместе с архитектором Н. В. Никитиным совершил поездку в Ростов и составил список его древних зданий. С 1883 года занимал должность канцеляриста Московской дворцовой конторы. В 1889 году входил в состав комиссии по обследованию покрытий церквей Владимира.
В 1867 году стал одним из учредителей, затем почётным членом Московского архитектурного общества. С 1869 года — член-корреспондент, а с 1871 года — действительный член Московского археологического общества. В 1886−1887 годах был членом Комиссии Московского археологического общества по сохранению древних памятников. Автор ряда трудов по истории русской архитектуры и краеведению. Кроме российских наград был отмечен иностранными орденами: гессенский Филиппа Великодушного 3-й ст. (1854), прусский Красного орла 3-й степени (1856), баденский Церингенского льва кавалерский крест (1862), вюртембергский Короны 3-й ст. (1866), Саксен-Эрнестинского дома командорский крест 1-го класса (1874), Вендской короны командорский крест (1875).
Похоронен на Ваганьковском кладбище (13 уч.). Могила А. А. Мартынова отнесена к объектам культурного наследия регионального значения.

## Проекты и постройки
- Наблюдение за постройкой при церкви Св. Георгия Победоносца (1841, Коломенское);
- Надзор за реконструкцией Петровского путевого дворца (1842—1843, Ленинградский проспект, 40);
- Хозяйственные постройки усадьбы Поречье графа С. С. Уварова (1848, Уваровка Московской области)[6];
- Пристройка трапезной и придела Владимирской иконы Божией Матери к храму Троицы Живоначальной в Троицкой слободе (1851, Второй Троицкий пер., 8, стр. 1)[11];
- Приспособление Троицкой башни Кремля для Архива Министерства императорского двора (1870, Московский Кремль)[6];
- Перестройка церкви Малое Вознесение (1876, Большая Никитская улица, 18);
- Доходный дом (1870-е, Тверской бульвар, 19), перестроен;
- Пассаж Сан-Галли (1883, Кузнецкий Мост, 11), перестроен, позднее восстановлен. Объект культурного наследия регионального значения[10].

## Сочинения и публикации
- Речь об архитектуре в России до XVIII столетия (М., 1838);
- Русская старина в памятниках церковного и гражданского зодчества (М., 1846—1859, вып.1—12.; совместно с И. М. Снегирёвым)[12]; (см. 3-е изд. выпуск 1);
- Памятники древнего художества в России (М., 1850—1854);
- Знаменский монастырь и палата бояр Романовых (М., 1857, 1861, совместно с И. М. Снегирёвым);
- Русские достопамятности — М., 1862—1865 (2-е изд., 1877—1883)[13][14]; (см. том третий);
- Москва. Подробное историческое и археологическое описание города (М., 1865, 2 изд., 1875, текст И. М. Снегирёва);
- Дворцовое село Измайлово, родовая вотчина Романовых (М., 1866);
- Названия московских улиц и переулков, с историческими объяснениями — М., 1878 (2-е изд.. — М., 1881; 3-е изд., 1888);
- Большая Никитская улица // Известия Московской городской думы. 1877. Вып. 5. С. 17-25;
- Тверская улица // Известия Московской городской думы. — 1877. — Вып. 8;
- Большая и Малая Дмитровка // Известия Московской городской думы. 1877. Вып. 8;
- Месторождение Александра Сергеевича Пушкина. По розысканиям А. А. Мартынова. — М., 1880;
- Подмосковная старина. Описание различных подмосковных сёл, монастырей и церквей. — М., 1889;
- Anciens monuments des en virons de Moscou (М., 1889);
- Государев Хамовный двор в Московской Кадашевской слободе : (Постройка на нём новых зданий в 1658—1661 гг.) — М., 1895.

## Семья
Жена: Юлия Николаевна (? — 20.10.1859)
Дочь: Юлия (род. 1846) — была замужем за Сабуровым. В 1891—1896 годах А. А. Мартынов жил у них на квартире в Ваганьковском переулке. В последние годы А. А. Мартынов жил в Долгом переулке, в доме Большаковых.